# Lepenica (jezero)
Lepenica je najveće umjetno jezero u fužinarskom kraju. Izgrađeno je 1988., a površinom i količinom vode je znatno veće od Bajera.

## Opis
Najveća dubina jezera je 18 metara. Ljeti je pogodno i ugodno za kupanje (temperatura dosegne više od 23 °C). Na jezeru se redovito, svake godine, održavaju Državno prvenstvo, Svjetsko prvenstvo i Svjetski kup u orijentacijskom ronjenju. Oba su jezera iznimno bogata ribom i mamac su za ribiče i odlična za njihova natjecanja u ribolovu.

## Hidroenergetski sustav Vinodol
Osnovni hidroenergetski sustav (HES) Vinodol sastoji se od Lokvarskog jezera, Crpne stanice Križ (CS Križ), spojnog tlačnog tunela Lokvarka - Ličanka, Crpne hidroelektrane Fužine, Vrelo (4,8 MW), umjetnog jezera Bajer, Reverzibilne hidroelektrane Lepenica ili RHE Lepenica (1,326 MW), umjetnog jezera Lepenica, Retencije Potkoš, Crpne stanice Lič (CS Lič), gravitacijskog zahvata ili kanal Benkovac, tunela, armirano-betonskog cjevovoda i čelično tlačnih cjevovoda sveukupne duljine 18,8 kilometara, derivacijskog dovoda (provodnici vode) duljine od približno 10,5 kilometara do Triblja, te HE Vinodol u Triblju (94,5 MW). Hidroenergetski sustav Vinodol koristi vode vodotoka Gorskog kotara: Lokvarka, Križ potok, Ličanka s pritokama Kostanjevicom i Lepenicom, Potkoš, Benkovac, Potok pod grobljem, a umjetna jezera su Lokvarsko jezero, Bajer, Lepenica, te Potkoš.
Ukupni hidropotencijal (maksimalna mogućnost akumuliranja) u umjetnim jezerima HES Vinodol je 41 563 x 106 m3 vode. Ukupni korisni (iskoristivi) obujam vode u umjetnim jezerima HES Vinodol iznosi 40 593 x 106 m3, za moguću proizvodnju vodnih turbina HE Vinodol u Triblju. Hidroenergetski potencijal Vinodol, s jedne strane, rezultat je velikog raspoloživog pada (kotline Ličanke i Lokvarke s njihovim pritocima nalaze se na više od 700 metara nad morem, dok je Vinodolska dolina - gdje je smještena HE Vinodol, na približno 60 metara nad morem), što je jedan od najvećih ostvarenih padova na hidroenergetskim postrojenjima u Europi. S druge strane, raspoložive količine vode razmjerno su skromne i podložne znatnim promjenama protoka. Ukupna veličina sliva svih voda tog područja iznosi 80,8 km2, dok se nadmorska visina kreće između 700 i 1 100 metara. Ukupni prosječni godišnji dotok HES Vinodol iznosi 3,27 m3/s, a prosječna godišnja količina oborine, mjerena u meteorološkoj postaji kod CHE Fužine kao reprezentativnom mjestu za HES Vinodol, iznosi 2 600 mm (litara po četvornom metru godišnje).